# Bahnstrecke Haßfurt–Hofheim
| Ausschnitt Reichsbahnkarte 1931, Bereich Unterfranken |                      |                                       |                                       |
| Streckennummer: | 5232                 |                                       |                                       |
| Kursbuchstrecke (DB): | 816 vormals 419a     |                                       |                                       |
| Kursbuchstrecke: | 418b (1946)          |                                       |                                       |
| Streckenlänge: | 15,49 km             |                                       |                                       |
| Spurweite: | 1435 mm (Normalspur) |                                       |                                       |
| Maximale Neigung: | 28,6 ‰               |                                       |                                       |
| |                      |                                       |                                       |
| \| \| \| von Rottendorf \| \| \| \| 0,00 \| Haßfurt \| 221 m \| \| \| \| nach Bamberg \| \| \| \| \| Industriegleis Mölter \| \| \| \| \| Sägewerk Arnold \| \| \| \| \| Agrarhandel Gottfried Hart \| \| \| \| 1,60 \| Haßfurt Gymnasium (ab 1965) \| Haßfurt Gymnasium (ab 1965) \| \| \| 5,0 \| Prappach (Bedarfshalt) (bis 1924) \| Prappach (Bedarfshalt) (bis 1924) \| \| \| \| Fränkische Rohrwerke Gebr. Kirchner \| \| \| \| 7,74 \| Königsberg (Bay) (bis 1920 (i. Fr.)) \| 250 m \| \| \| \| Krumbach (9 m) \| \| \| \| 10,94 \| Junkersdorf (b Hofheim) (Bedarfshalt) \| Junkersdorf (b Hofheim) (Bedarfshalt) \| \| \| \| Aurach (18 m, zweiteilig) \| \| \| \| 13,48 \| Rügheim (Aurachsmühle) \| Rügheim (Aurachsmühle) \| \| \| \| Bundesstraße 303 \| \| \| \| \| Kohlehandel \| \| \| \| 15,49 \| Hofheim (Unterfr) \| 261,6 m \| |                      |                                       |                                       |
| Strecke |                      | von Rottendorf                        | von Rottendorf                        |
| Bahnhof | 0,00                 | Haßfurt                               | 221 m                                 |
| Abzweig ehemals geradeaus und nach rechts |                      | nach Bamberg                          | nach Bamberg                          |
| Kreuzung (Strecken außer Betrieb) |                      | Industriegleis Mölter                 | Industriegleis Mölter                 |
| Abzweig geradeaus und von rechts (Strecke außer Betrieb) |                      | Sägewerk Arnold                       | Sägewerk Arnold                       |
| Abzweig geradeaus und nach rechts (Strecke außer Betrieb) |                      | Agrarhandel Gottfried Hart            | Agrarhandel Gottfried Hart            |
| Haltepunkt / Haltestelle (Strecke außer Betrieb) | 1,60                 | Haßfurt Gymnasium (ab 1965)           | Haßfurt Gymnasium (ab 1965)           |
| Haltepunkt / Haltestelle (Strecke außer Betrieb) | 5,0                  | Prappach (Bedarfshalt) (bis 1924)     | Prappach (Bedarfshalt) (bis 1924)     |
| Abzweig geradeaus und nach links (Strecke außer Betrieb) |                      | Fränkische Rohrwerke Gebr. Kirchner   | Fränkische Rohrwerke Gebr. Kirchner   |
| Bahnhof (Strecke außer Betrieb) | 7,74                 | Königsberg (Bay) (bis 1920 (i. Fr.))  | 250 m                                 |
| Brücke über Wasserlauf (Strecke außer Betrieb) |                      | Krumbach (9 m)                        | Krumbach (9 m)                        |
| Haltepunkt / Haltestelle (Strecke außer Betrieb) | 10,94                | Junkersdorf (b Hofheim) (Bedarfshalt) | Junkersdorf (b Hofheim) (Bedarfshalt) |
| Brücke über Wasserlauf (Strecke außer Betrieb) |                      | Aurach (18 m, zweiteilig)             | Aurach (18 m, zweiteilig)             |
| Haltepunkt / Haltestelle (Strecke außer Betrieb) | 13,48                | Rügheim (Aurachsmühle)                | Rügheim (Aurachsmühle)                |
| Strecke mit Straßenbrücke (Strecke außer Betrieb) |                      | Bundesstraße 303                      | Bundesstraße 303                      |
| Abzweig geradeaus und nach links (Strecke außer Betrieb) |                      | Kohlehandel                           | Kohlehandel                           |
| Kopfbahnhof Streckenende (Strecke außer Betrieb) | 15,49                | Hofheim (Unterfr)                     | 261,6 m                               |

Die Bahnstrecke Haßfurt–Hofheim war eine eingleisige, 15,49 Kilometer lange Nebenbahn von Haßfurt nach Hofheim in Unterfranken. Im Volksmund wurde sie auch Hofheimerle genannt. Die Strecke wurde 1995 stillgelegt und abschnittsweise zum Bahntrassenradweg umgebaut, der Teil des Radwegs Haßfurt–Meiningen ist.

## Geschichte

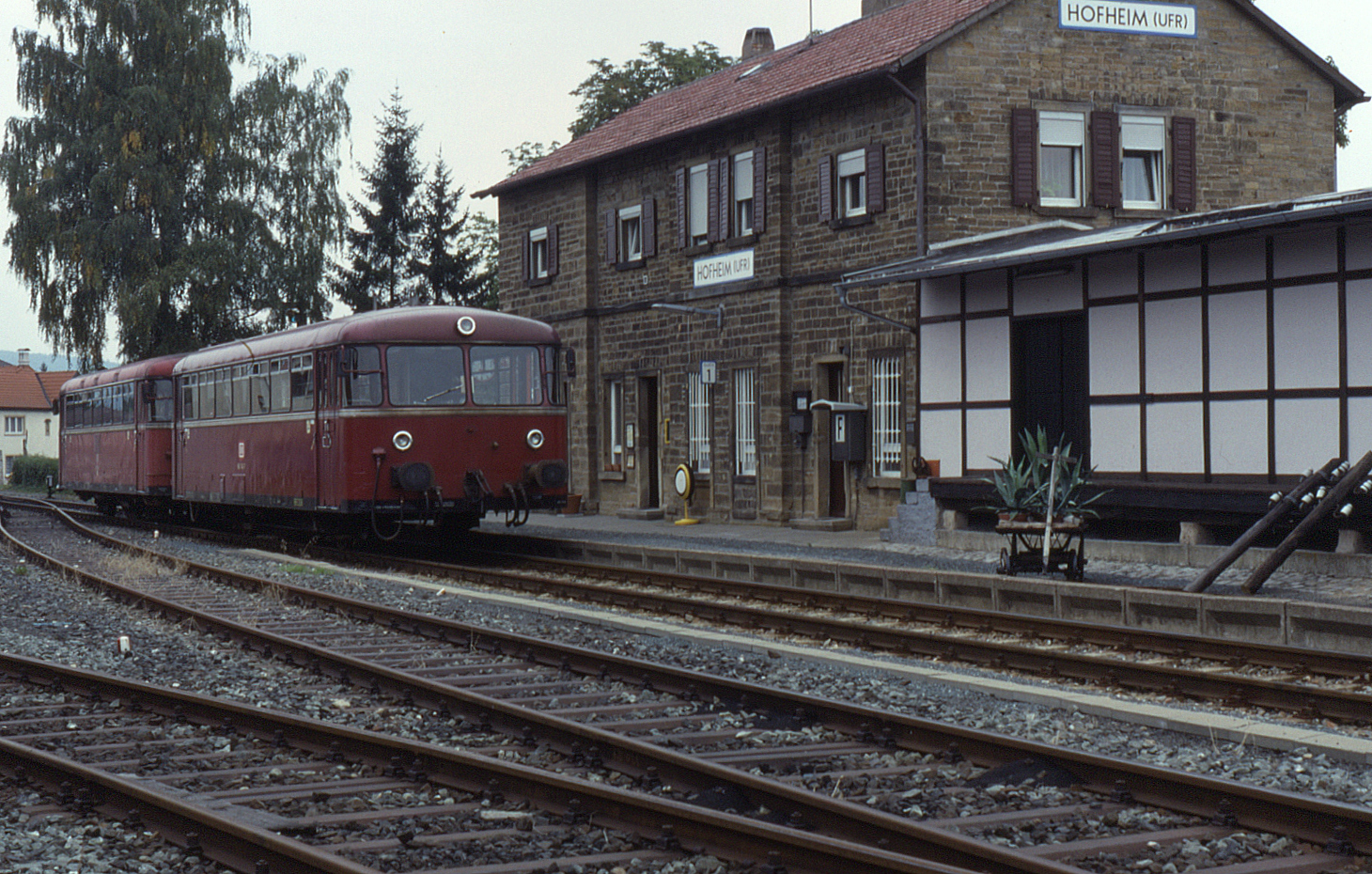
Ein Schienenbus im Bahnhof Hofheim (Unterfr) im Jahr 1991

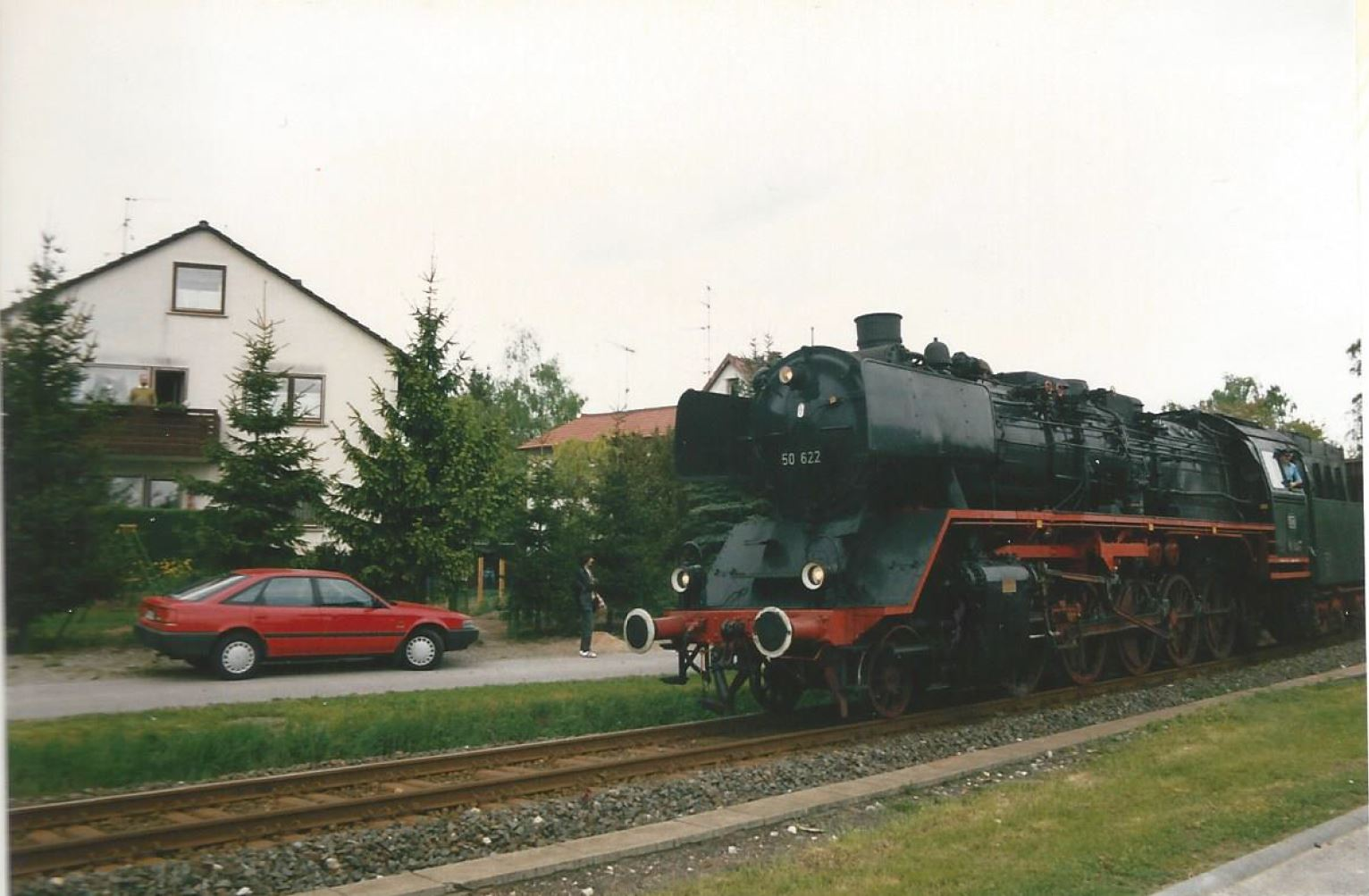
Dampfsonderfahrt 1987 zum 95. Streckenjubiläum am Bahnübergang Kleinängerlein in Hassfurt

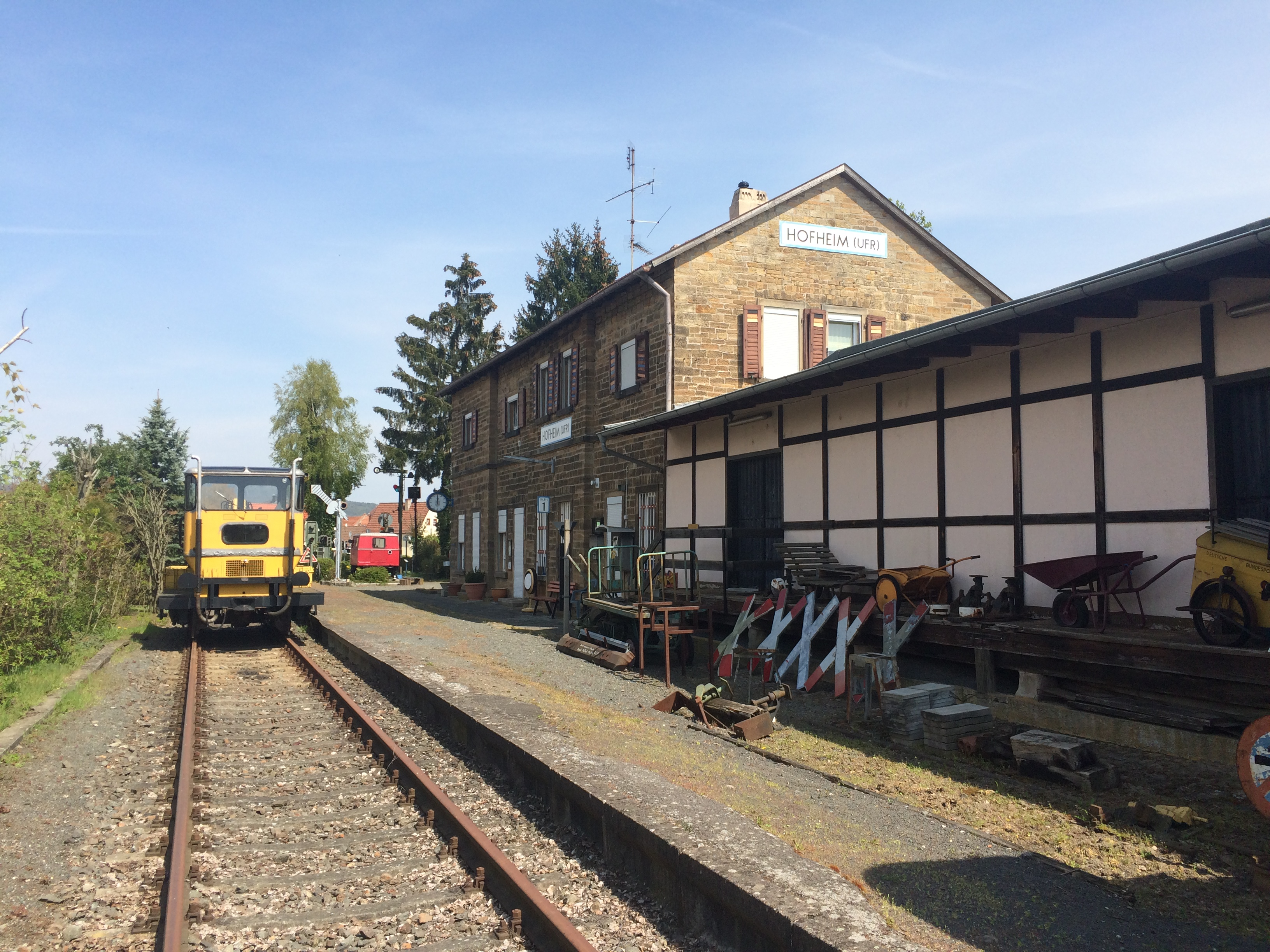
Bahnhof Hofheim (Unterfr), 30. April 2016

Am 1. August 1852 erreichte die Eisenbahn mit der Ludwigs-West-Bahn Haßfurt. Erst vierzig Jahre später, am 15. März 1892, eröffneten die Königlich Bayerischen Staats-Eisenbahnen die Sekundärbahn nach Hofheim. Grundlage hierfür war ein Staatsvertrag zwischen dem Königreich Bayern und dem Herzogtum Sachsen-Coburg und Gotha, der eine Mitfinanzierung durch die sächsische Enklave Königsberg und eine entsprechende Linienführung sicherstellte. Deshalb war die Trassierung nicht direkt von Haßfurt nach Hofheim entlang der Nassach ausgeführt worden, sondern es wurde ein Umweg über Königsberg mit einer aufwändigeren Trassierung gewählt. Im Jahr 1965 entstand mit einem neuen Schulzentrum der Haltepunkt Haßfurt Gymnasium, was lange für hohe Fahrgastzahlen sorgte. Am 24. September 1994 wurde der Güterverkehr, am 31. Juli 1995 der Personenzugverkehr eingestellt und die Strecke – nach einer entsprechenden Genehmigung des Eisenbahn-Bundesamtes vom 19. September 1995 – zum 1. Dezember 1995 stillgelegt. Der Rückbau war im Januar 1997 abgeschlossen. Das ehemalige Stationsgebäude in Hofheim beherbergt seit 1976 ein kleines Eisenbahnmuseum zur Streckengeschichte und der Eisenbahn allgemein.

## Verkehr
Anfangs fuhren auf der Strecke zwei bzw. ab 1. Mai 1892 drei Personenzugpaare pro Tag. Bis 1906/07 waren Bayerische D VII eingesetzt:
- Hofheim (Maffei, Fabriknummer 1610, Baujahr 1891, Inventarnummer 977, verschrottet 1927)
- Rügheim (Maffei, Fabriknummer 1611, Baujahr 1891, Inventarnummer 978, verschrottet 1926)
- Bruckberg (Krauss, Fabriknummer 1574, Baujahr 1885, Inventarnummer 880, verschrottet 1928)

Bis 1947 waren Bayerische D XI (von der Deutschen Reichsbahn als Baureihe 984–5 übernommen) im Einsatz und schließlich bis 1959 als letzte Dampflokomotiven die Baureihen 9810 und später 9811. Ab Dezember 1959 wurde der Schienenbus im Personenzugverkehr zum Regelfahrzeug. Im Jahr 1976 gab es an Werktagen acht Zugpaare, die ungefähr 24 Minuten Fahrzeit hatten. Im Güterverkehr konnten die Baureihe 86 sowie Diesellokomotiven der Baureihen V 100 und V 80 beobachtet werden. Die letzte Fahrt mit einer Dampflokomotive wurde 1987 anlässlich des 95-jährigen Bestehens der Strecke mit einer Lokomotive der Baureihe 50 durchgeführt.

## Gleisanschlüsse
- Für das Sägewerk Arnold wurde in Haßfurt ein etwa 180 m langes Ladegleis noch bis 30. November 1995 betrieben.
- Unmittelbar daneben und ebenfalls noch bis 30. November 1995 in Betrieb gab es ein etwa 100 m langes Ladegleis für den Agrarhandel Gottfried Hart.
- In Königsberg zweigte seit 19. Oktober 1971 bis 1992 ein etwa 250 m langes Ladegleis für die Fränkischen Rohrwerke Gebr. Kirchner ab.
- An der ersten Weiche im Bahnhof Hofheim führte ein etwa 150 m langes Gleis zu einer Kohlehandlung
- Vom Bahnhof Hofheim führte die Bahnhofstraße überquerend noch ein 50 m langes Ausziehgleis nach Norden. Dieses Ausziehgleis wurde für das benachbarte Baugeschäft Christoph Rösch  (mit Baustoff- und Kohlehandel) auch als Ladegleis genutzt. Auf dem Betriebsgelände verteilten zwei schmalspurige, mit Muskelkraft bewegte Werkbahnen die gelieferten Güter. Eine diente dem Kohletransport in Loren, die andere zum Transport von Sackware etc. auf Plattformwagen.

## Nicht realisierte Vorschläge für Verlängerungen
Recht großzügig wirken aus heutiger Sicht ursprüngliche Überlegungen zur Anbindung von Hofheim an eine Magistrale Coburg-Haßfurt/Schweinfurt oder Schlüchtern-Münnerstadt-Haßfurt. Auch eine Verbindung von Bamberg über Ebern und Maroldsweisach nach Neustadt (Saale)/Heustreu wurde ins Gespräch gebracht.
1899 gab es ernsthafte Bestrebungen die Bahnstrecke zu verlängern. Ein Eisenbahn-Komitee Ermershausen-Burgpreppach wandte sich mit Unterstützung des Distrikrates Hofheim am 13. November 1899 an die Generaldirektion der Königlich Bayerischen Staatsbahnen für die Projektierung einer Verlängerung ab Hofheim über Goßmannsdorf und Manau zum einen nach Ermershausen und zum anderen nach Burgpreppach. Als Begründung wurde im Wesentlichen ein beachtliches zu erwartendes Güteraufkommen genannt. Der Staat teilte Anfang März 1900 mit, diese Verlängerung nicht durchzuführen. Er habe jedoch keine Einwände gegen eine Verwirklichung durch ein privates Unternehmen.

## Unfälle
- Die von 1907 bis 1947 eingesetzte Dampflokomotive 2714, die bei der Deutschen Reichsbahn ab 1925 als 98 491 eingeordnet wurde,[5] überfuhr wegen einer falschen Weichenstellung in Königsberg bei der Ausfahrt nach Hofheim einen Prellbock und kam im Mühlgraben zu stehen.
- Eine weitere Entgleisung gab es am 22. Mai 1942 bei Kilometer 9,8 (DR 98 528).

## Trivia
- Für den Bau der Bahnstrecke wurde für Kiestransporte in Obertheres am 29. Dezember 1890 ein 236 m langes Gütergleis zum Main in Betrieb genommen. Dieses wurde nach Inbetriebnahme der Bahnstrecke wieder abgebaut.
- Das Tempo war in den Anfangsjahren an den Steigungen und unter großer Last nicht besonders groß. So wurden die „Wagenspringer“ geboren. Sie sprangen vom vorderen Wagen ab und sprangen am letzten Wagen wieder auf. Es entwickelte sich damals fast zu einer Sportart.
- Kurz nach Betriebseröffnung soll sich am Schalter in Königsberg Folgendes ereignet haben: Ein Viehhändler beabsichtigte eine Fahrkarte zu lösen. Der Schalterbeamte nannte ihm den Preis von 65 Pfennigen. „Nuh“, erwiderte der Viehhändler, „...sag mä fuchzig Pfennig“. Daraufhin knallte der Eisenbahner empört das Schiebefenster zu und schimpfte: „So a Höök!“ Deshalb war aber der Viehhändler nicht beleidigt. „Ach“, hat er gesagt, „...warum gleich so echauffiert? Merk därsch, es gibt noch mehr Bahnheef in Deitschland!“ und ging.